# Agentka Carter (sezon 2)
Drugi sezon amerykańskiego serialu Agentka Carter opowiada historię Peggy Carter w 1947 roku, która przeprowadza się z Nowego Jorku do Los Angeles, gdzie podejmuje się nowej misji, zyskuje nowych przyjaciół oraz nową miłość.
Twórcami serialu są Tara Butters, Michele Fazekas i Chris Dingess. W głównych rolach wystąpią: Hayley Atwell, James D’Arcy, Enver Gjokaj, Wynn Everett, Reggie Austin i Chad Michael Murray.
Emisja sezonu, składającego się z 10 odcinków, rozpoczęła się na antenie ABC 19 stycznia 2016 roku. W Polsce serial zostanie wyemitowany na kanale Fox Polska. 
12 maja 2016 roku poinformowano, że stacja anulowała kontynuację serialu.

## Obsada
| - Hayley Atwell jako Peggy Carter - James D’Arcy jako Edwin Jarvis - Chad Michael Murray jako Jack Thompson - Enver Gjokaj jako Daniel Sousa - Wynn Everett jako Whitney Frost - Reggie Austin jako Jason Wilkes Przedstawieni w sezonie pierwszym - Bridget Regan jako Dottie Underwood - Lesley Boone jako Rose Roberts Przedstawieni w sezonie drugim - Lotte Verbeek jako Ana Jarvis - Currie Graham jako Calvin Chadwick - Kurtwood Smith jako Vernon Masters - Matt Braunger jako Aloysius Samberly - Rey Valentin jako Vega - Ken Marino jako Joseph Manfredi | Przedstawieni w filmach - Dominic Cooper jako Howard Stark Przedstawieni w sezonie pierwszym - Ray Wise jako Hugh Jones - Lyndsy Fonseca jako Angie Martinelli |

## Emisja
Emisja sezonu, składającego się z 10 odcinków, rozpoczęła się na antenie ABC 19 stycznia 2016 roku w przerwie między sezonowej trzeciego sezonu serialu Agenci T.A.R.C.Z.Y.. Początkowo jego emisja miała się rozpocząć 5 stycznia 2016 roku. W Polsce serial zostanie wyemitowany na kanale Fox Polska od 11 marca 2016 roku.

### Odcinki
| № | Nr | Tytuł                                         | Reżyseria          | Scenariusz                                 | Premiera (ABC)   | Premiera w Polsce (Fox Polska) |
| --- | -- | --------------------------------------------- | ------------------ | ------------------------------------------ | ---------------- | ------------------------------ |
| 9 | 1  | Dama w jeziorze The Lady in the Lake          | Lawrence Trilling  | Brant Englestein                           | 19 stycznia 2016 | 11 marca 2016                  |
| W 1947 roku, w Nowym Jorku, szef Jack Thompson i agentka Peggy Carter z Naukowych Rezerw Strategicznych (S.S.R) dokonują ujęcia Dottie Underwood, radzieckiego szpiega. Nowo mianowany szef S.S.R. biura Los Angeles, Daniel Sousa, spotyka się z detektywem Andrew Henrym, w sprawie ciała kobiety znalezionej w zamarzniętym jeziorze podczas fali upałów. Sousa prosi Thompsona o wysłanie jednego z agentów do pomocy, a on wysyła Carter. Sekcja zwłok wskazuje, że ciało świeci w ciemności, a dochodzenie prowadzi do Isodane Energy. Peggy dowiaduje się od naukowca pracującego w Isodyne, Jasona Wilkesa, że kobieta ta była fizykiem i miała romans z właścicielem i kandydatem na senatora, Calvinem Chadwickiem. Underwood zostaje zabrana pod nadzór FBI, a Thompsona ostrzega jego mentor, Venon Masters przed większymi zagrożeniami, które mogą wpłynąć na jego przyszłość. Henry próbuje zabić Wilkesa, ale zostaje zastrzelony przez policjanta. Okazuje się, że Henry i policjant zostali zatrudnieni przez Chadwicka i jego żonę, aktorkę, Whitney Frost, aby zatuszować sprawę morderstwa.           |    |                                               |                    |                                            |                  |                                |
| 10 | 2  | Widok w ciemności A View in the Dark          | Lawrence Trilling  | Eric Pearson Lindsey Allen                 | 19 stycznia 2016 | 11 marca 2016                  |
| Chadwick spotyka się z tajemniczą Radą Dziewięciu, która nakazuje zamknąć jego program „Zero Matter“ ze względu na brak wyników i skoncentrowanie się na jego kandydaturze do senatu. Chadwick informuje o tym Frost, która jest mózgiem tego programu. Wilkes spotyka się z Carter, aby pomóc jej w dochodzeniu. Nie jest chętny do współpracy przeciwko Isodyne, jedynej firmy, która chciała zatrudnić czarnoskórego. Wilkes wyjaśnia, że Isodyne próbowało powtórzyć Projekt Mahattan, odkrywając przy tym „Zero Matter“, z którym zamrożona kobieta musiała mieć kontakt. Carter i Wilkes postanawiają wykraść „Zero Matter“ z Isodyne, ale Rada wysyła ludzi, aby zniszczyli program. Wilkes próbując wykraść „Zero Matter“ trafia na Frost, która pojawiła się, aby zrobić to samo. Obydwoje zostają poddani działaniu substancji. Frost pochłania „Zero Matter“, a Wilkes zostaje uznany za zmarłego. |    |                                               |                    |                                            |                  |                                |
| 11 | 3  | Lepsze anioły Better Angels                   | David Platt        | Jose Molina                                | 26 stycznia 2016 | 18 marca 2016                  |
| Na polecenie Frost, Chadwick wrabia w Wilksesa w wybuch w Isodyne i zostaje uznany za komunistycznego szpiega. Thompson przybywa do Los Angeles na zaproszenie Mastersa i wydaje polecenie Carter, aby powróciła do Nowego Jorku. Carter prosi o pomoc Howarda Starka w celu wejścia do Klubu Arena, w którym odbywają się spotkania Rady Dziewięciu. Carter po konfrontacji z Frost zostaje zaatakowana przez zabójcę wysłanego przez Radę, Rufusa Hunta. Stark bada anomalię wokół Carter i odkrywa, że Wilkes jest żywy, ale jest niewidoczny i pozbawiony materii. Postanawia pomóc Wilkesowi w odzyskaniu jego materialnej postaci i wyrusza na poszukiwania swojego mentora. Frost przypadkowo pochłania reżysera, odkrywając nowe umiejętności jakie posiada dzięki „Zero Matter“. Masters przedstawia Thompsona Chadwickowi z okazji zagwarantowanego stanowiska w senacie. Thompson przekonuje się, że Carter miała rację. |    |                                               |                    |                                            |                  |                                |
| 12 | 4  | Dym i lustra Smoke & Mirrors                  | David Platt        | Sue Chung                                  | 2 lutego 2016    | 18 marca 2016                  |
| W 1920 roku, w Broxtod w Oklahomie, Agnes Cully (Frost) okazuje się być geniuszem, naprawiając zepsute radio, wynajdując nowe urządzenia i składając papiery na Uniwersytet w Oklahomie (bez powodzenia ze względu na płeć). W 1934 roku, Cully jedzie do Hollywood, gdzie zostaje dostrzeżona przez łowcę talentów, który obiecuje zrobić z niej gwiazdę. W 1940 roku, Carter pracuje jako łamacz kodów i otrzymuje propozycję dołączenia do wywiadu i działania w terenie. Po śmierci brata Michaela na wojnie, zostawia narzeczonego, Freda Wellsa i przyjmuje propozycję. W 1947 roku Carter i Jarvis porywają Hunta i próbują uzyskać od niego informacje dotyczące Rady. Po uzyskaniu nazwisk członków Rady i miejsca, gdzie przechowywane są zapisy ich spotkań, Sousa i Carter przygotowują się w S.S.R. do infiltracji Klubu Arena, jednak zostają powstrzymani przez Mastersa. Carter i Sousa pozwalają uciec Huntowi, zakładając mu przedtem podsłuch. Hunt szantażuje Chadwicka w zamian za ochronę. Niezadowolona z obrotu sprawy Frost pochłania Hunta, odsłaniając przy tym swoje umiejętności przed mężem. |    |                                               |                    |                                            |                  |                                |
| 13 | 5  | Atomowa robota The Atomic Job                 | Craig Zisk         | Lindsey Allen                              | 9 lutego 2016    | 25 marca 2016                  |
| Wilkes wchłania niewielką ilość Zero Matter z próbki ciała Scott, dzięki czemu czasowo odzyskuje swoje ciało i lokalizuje wykradzione jej ciało. Carter i Jarvis próbują wykraść ciało Scott, mając nadzieję, że reszta Zero Matter w jej ciele przywróci fizyczną postać Wilkesa na stałe. Kiedy przyjeżdżają na miejsce widzą Frost, która wchłania Zero Matter z ciała Scott i przekonuje Chadwicka, aby wykraść głowice atomowe, dzięki którym odtworzy oryginalne odkrycie Zero Matter. Frost i Chadwick proszą o pomoc byłego chłopaka Frost, Josepha Manfredi, gangstera, który daje im ludzi w zamian za wpływy. Carter, Jarvis, Sousa, Rose Roberts i Aloysius Samberly włamują się do Roxxon Oil, w celu zabezpieczenia głowic zanim odnajdzie je Frost. Carter i Frost walczą ze sobą. Carter spada na zbrojenia i zostaje ciężko ranna, Frost ucieka. Sousa zabiera Carter do swojej narzeczonej Violet, która opatruje ranę Carter i odkrywa, że Daniel kocha Peggy. W domu Carter rozmawia z Wilkesem, kiedy ten zaczyna zanikać.                                                                            |    |                                               |                    |                                            |                  |                                |
| 14 | 6  | Dusza towarzystwa Life of the Party           | Craig Zisk         | Eric Pearson                               | 16 lutego 2016   | 25 marca 2016                  |
| Zdesperowany Wilkes, projektuje dla siebie komorę, która pozwoli mu się ustabilizować, zanim całkowicie zniknie. Potrzebuje do tego Zero Matter. Carter uświadamia sobie, że jedynym źródłem Zero Matter jest Frost, ale jest zbyt ranna, aby ją zdobyć. Zamiast tego pomaga wydostać się Underwood z więzienia i wysyła ją razem z Jarvisem na przyjęcie Chadwicka. Impreza pokrywa się również ze spotkaniem Rady Dziewięciu, na której Frost ma przemówić i pokazać swoje umiejętności (Rada zazwyczaj stroniła od rozmawiania z osobami spoza grona, a zwłaszcza z kobietami). Vernon Masters i Thompson również pojawiają się na tym przyjęciu. Jarvis rozprasza Thompsona, a Underowood pobiera Zero Matter od Frost za pomocą urządzenia zaprojektowanego przez Wilkesa. Sousa opowiada Carter, że Violet zerwała zaręczyny z powodu domniemanych uczuć do niej. Underwood podsłuchuje posiedzenie Rady, widzi jak Chadwick występuje przeciwko Frost i stara się ją uwięzić. Frost wchłania męża, połowę Rady i ogłasza się jej przywódcą. Masters i Thompson porywają Underwood dla Frost.                        |    |                                               |                    |                                            |                  |                                |
| 15 | 7  | Potwory Monsters                              | Metin Huseyin      | Brandon Easton                             | 16 lutego 2016   | 1 kwietnia 2016                |
| Frost i Rada tuszują zabójstwo Chadwicka i pozostałych członków. Frost mianuje również Mafriediego swoim zastępcą. Z pomocą żony Jarvisa, Aną Jarvis, Wilkes używa próbkę Zero Matter i komorę, aby przywrócić swoją fizyczną postać. Jednak nie może na długo opuszczać komory. Masters bezskutecznie przesłuchuje Underwood, następnie robi to Frost, która wykorzystując swoje zdolności dowiaduje się od niej, że Carter chciała Zero Matter z powodu Wilkesa i jego stanu. Frost zastawia pułapkę, aby wywabić Carter i Jarvisa od Wilkesa. Masters rozmawia z Sousą o współpracy przy odzyskaniu uranu, a gdy ten odmawia zostaje zaatakowany w domu, Sousa zostaje zmuszony do wzięcia urlopu, a Masters przejmuje oddział S.S.R. w Los Angeles. Frost i Manfredi porywają Wilkesa. Aby spowolnić Crter w ich pościgu strzela do Any i ucieka. Kiedy Carter i Jarvis koncentrują się nad ratowaniem Any, Uderwood ucieka. |    |                                               |                    |                                            |                  |                                |
| 16 | 8  | U progu tajemnicy The Edge Of Mystery         | Metin Huseyin      | Brant Englestein                           | 23 lutego 2016   | 1 kwietnia 2016                |
| Frost mówi Wilkesowi, że jeżeli zaakceptuje moc Zero Matter, wtedy będzie mógł ją kontrolować. Carter i Sousa spotykają się z Frost i dają jej fałszywy uran w zamian za Wilkesa. Frost zauważa podstęp. Wilkes, ucząc się kontroli swoich umiejętności, celuje w Carter, grożąc Sousie, że ją zabije, jeżeli nie ujawni informacji, gdzie jest uran. Sousa mówi mu, że znajduje się w sejfie S.S.R.. Wilkes wraca do Frost. Ana przeżywa operację, ale traci możliwość posiadania dzieci. Thompson podsłuchuje rozmowę Frost z Mastersem o odzyskaniu uranu, ale zostaje ubezwłasnowolniony przez Mastersa. Carter, Sousa, Thompson, Jarvis i Samberly udają się na pustynie, miejsce testów atomowych Isodyne z zaprojektowanym przez Starka pochłaniaczem promieni gamma. Wilkes zostaje wchłonięty przez utworzone w trakcie wybuchu Zero Matter, jednak zostaje zwrócony po użyciu pochłaniacza. Wilkes jest pełny Zero Matter. W poszukiwaniu zemsty za żonę, Jarvis strzela do Frost, ale nic jej się nie dzieje dzięki Zero Matter. Jarvis i Carter zostają wzięci jako zakładnicy przez ludzi Manfrediego.        |    |                                               |                    |                                            |                  |                                |
| 17 | 9  | Trochę śpiewu i tańca A Little Song and Dance | Jennifer Getzinger | Michele Fazekas Tara Butters Chris Dingess | 23 lutego 2016   | 8 kwietnia 2016                |
| Carter i Jarvis uciekają, a Thompson i Sousa wracają do S.S.R.. Manfredi załatwia nowe laboratorium dla Frost w opuszczonym zakładzie, gdzie Frost próbuje przejąć Zero Matter od Wilkesa dla siebie. Thompson przekonuje Mastersa, aby użyć pochłaniacza gamma przeciwko Frost, następnie spotyka się z nią i informuje o zdradzie Mastersa. Oferuje go w zamian za miejsce w Radzie. Thompson opóźnia Carter i Sousę, bo w rzeczywistości pochłaniacz ustawiony jest jako zdalnie sterowana bomba, która ma zabić Frost, Mastersa i Wilkesa. Samberly zagłusza sygnał, a Carter próbuje wydostać Wilkesa z budynku, ale ten nie pozwala na to. Kiedy Frost pochłania Mastersa zauważa, że pochłaniacz jest uzbrojony. Wtedy wchodzi Wilkes i uwalnia Zero Matter, które się w nim znajduje. |    |                                               |                    |                                            |                  |                                |
| 18 | 10 | Hollywoodzkie zakończenie Hollywood Ending    | Jennifer Getzinger | Michele Fazekas Tara Butters Chris Dingess | 1 marca 2016     | 8 kwietnia 2016                |
| Frost absorbuje Zero Matter uwolnione przez Wilkesa, który zostaje uratowany przez Carter. Powraca Stark i pomaga im w ucieczce. Thompson odnaduje posiadane przez Mastersa dane rzekomo obciążające Carter i tajny klucz Rady. Manfredi martwi się stanem Frost i jej obsesją, aby otworzyć kolejny strumień Zero Matter. Spotyka się ze Starkiem, jego starym znajomym i z resztą. Zgadza się, aby odciągnąć Frost od pracy, aby Carter i Sousa mogli sfotografować plany jej urządzenia. Stark i Wilkes na podstawie zdjęć konstruują je. Otwierają nowe źródło Zero Matter, które wzywa Frost. Używają pochłaniacza gamma przeciwko Frost. Frost traci zmysły i zostaje zamknięta w zakładzie psychiatrycznym Thompson daje Carter tajny klucz, która postanawia zostać w Los Angeles z Sousą. Thompson szykuje się do powrotu do Nowego Jorku, ale zostaje postrzelony w swoim pokoju, a dane Carter zostają zabrane przez tajemniczego sprawcę. |    |                                               |                    |                                            |                  |                                |

## Produkcja

### Rozwój projektu
W styczniu 2015 roku, Fazekas i Butters poinformowały o możliwości drugiego sezonu, niekoniecznie ograniczonego tylko do ośmiu odcinków. W marcu 2015 roku, Butters wyjawiła, że ewentualne kolejne sezony raczej będą dotyczyły podobnego okresu, przed powstaniem T.A.R.C.Z.Y. tak, aby uniknąć konkurowania z serialem Agenci T.A.R.C.Z.Y..
7 maja 2015 roku, stacja ABC ogłosiła zamówienie drugiego sezonu serialu. Kilka dni później potwierdzono, że premiera odbędzie się w przerwie trzeciego sezonu Agenci T.A.R.C.Z.Y., i że będzie się składał z 10 odcinków. W lipcu 2015 roku ujawniono, że gotowy jest scenariusz sezonu, a akcja będzie się toczyć rok po wydarzeniach pierwszego – w 1947 roku.

### Casting
W maju 2015 roku potwierdzono, że Hayley Atwell powtórzy rolę Peggy Carter. Pod koniec czerwca 2015 roku, poinformowano, że James D’Arcy powtórzy rolę Edwina Jarvisa, a Enver Gjokaj rolę Daniela Sousy. W lipcu 2015 roku potwierdzono powrót Dominica Coopera w roli Howarda Starka oraz Chada Michaela Murraya jako Jacka Thomsona. W sierpniu 2015 roku ujawniono, że jednym z czarnych charakterów będzie Madame Masque. We wrześniu 2015 poinformowano, że Bridget Regan powróci jako Dottie. W październiku 2015 roku poinformowano, że do obsady dołączyli Wynn Everett jako Whitney Frost, Lotte Verbeek jako Ana Jarvis, Currie Graham jako Calvin Chadwick i Reggie Austin jako Jason Wilkes. W październiku 2015 roku poinformowano, że do obsady dołączyli Kurtwood Smith jako Vernon Masters oraz Lesley Boone jako Rose. W listopadzie 2015 roku poinformowano, że Ken Marino zagra Josepha Manfredi. W grudniu 2015 roku poinformowano, że Lyndsy Fonseca powróci gościnnie w roli Angie. 
Louis van Amstel, Dmitry Chaplin, Karina Smirnoff, Anna Trebunskaya, Sasha Farber i Damian Whitewood, profesjonalni tancerze z amerykańskiej wersji programu Dancing with the Stars, pojawią się w dziewiątym odcinku sezonu.

### Zdjęcia
Zdjęcia do sezonu rozpoczęły się pod koniec sierpnia, a zakończyły w grudniu 2015 roku. Całość została nakręcona w Los Angeles.

## Promocja
W lipcu 2015 roku Hayley Atwell, James D’Arcy i produkcja serialu pojawili się na panelu podczas San Diego Comic-Con International. 9 października 2015 roku serial był promowany podczas New York Comic Con, gdzie zaprezentowano fragmenty sezonu. 17 listopada 2015 roku zaprezentowano zwiastun sezonu.
Książka / Przewodnik
28 grudnia 2016 roku został wydany Guidebook to the Marvel Cinematic Universe: Marvel’s Agent Carter: Season Two, który zawiera fakty dotyczące pierwszego sezonu serialu, porównania do komiksów oraz informacje produkcyjne. Fizycznie przewodnik zostanie wydany 16 stycznia 2018 roku w publikacji zbiorczej Marvel Cinematic Universe Guidebook: It’s All Connected.

## Powiązania z Filmowym Uniwersum Marvela
Wydarzenia
- Akcja sezonu toczy się w 1947 roku, rok po wydarzeniach w pierwszym sezonie, a przed wydarzeniami w filmie krótkometrażowym Agentka Carter (2013).

Obsada
- Hayley Atwell jako Peggy Carter wcieliła się wcześniej w swoją postać w innych produkcjach Filmowego Uniwersum.
- Dominic Cooper jako Howard Stark zagrał tę postać już wcześniej, w filmach Captain America: Pierwsze starcie (2011) i One-Shot: Agentka Carter (2013)

## Odbiór

### Oglądalność
Premierę sezonu w Stanach Zjednoczonych oglądało 3,18 miliona widzów, natomiast finał 2,35 miliona. 

### Krytyka w mediach
W serwisie Rotten Tomatoes krytycy przyznali wynik 80% ze średnią ocen 7,9/10. 

### Nagrody i nominacje
| Rok  | Nagroda | Kategoria                                       | Nominowani     | Rezultat | Przypis |
| ---- | ------- | ----------------------------------------------- | -------------- | -------- | ------- |
| 2016 | Saturn  | Najlepszy serial opowiadający o superbohaterach | Agentka Carter | Oczekuje | [ 40 ]  |